# Uttenweiler
Uttenweiler är en kommun i Landkreis Biberach i det tyska förbundslandet Baden-Württemberg. Kommunen består av ortsdelarna (tyska Ortsteile) Uttenweiler, Ahlen, Dieterskirch, Offingen och Sauggart. Uttenweiler ligger vid berget Bussen. Folkmängden uppgår till cirka 3 700 invånare, på en yta av 49,77 kvadratkilometer.
Kommunen ingår i kommunalförbundet Riedlingen tillsammans med staden Riedlingen och kommunerna Altheim, Dürmentingen, Ertingen, Langenenslingen och Unlingen.

## Befolkningsutveckling
| Befolkningsutvecklingen i Uttenweiler 1975–2015 | Befolkningsutvecklingen i Uttenweiler 1975–2015 | Befolkningsutvecklingen i Uttenweiler 1975–2015 | Befolkningsutvecklingen i Uttenweiler 1975–2015 | Befolkningsutvecklingen i Uttenweiler 1975–2015 |
| ----------------------------------------------- | ----------------------------------------------- | ----------------------------------------------- | ----------------------------------------------- | ----------------------------------------------- |
|                                                 |                                                 |                                                 |                                                 |                                                 |
| År                                              |                                                 |                                                 | Folkmängd                                       | Areal (ha)                                      |
| 1975                                            | 1975                                            |                                                 | 2 918                                           | 4 973                                           |
| 1980                                            | 1980                                            |                                                 | 2 740                                           | 4 974                                           |
| 1985                                            | 1985                                            |                                                 | 2 781                                           |                                                 |
| 1990                                            | 1990                                            |                                                 | 3 136                                           | 4 977                                           |
| 1995                                            | 1995                                            |                                                 | 3 315                                           |                                                 |
| 2000                                            | 2000                                            |                                                 | 3 573                                           | 4 978                                           |
| 2005                                            | 2005                                            |                                                 | 3 677                                           |                                                 |
| 2010                                            | 2010                                            |                                                 | 3 570                                           | 4 977                                           |
| 2015                                            | 2015                                            |                                                 | 3 489                                           |                                                 |
|                                                 |                                                 |                                                 |                                                 |                                                 |